# All the Right Moves (chanson de OneRepublic)
Pour les articles homonymes, voir All the Right Moves.
All The Right Moves est le premier single de OneRepublic de leur deuxième album Waking Up, sorti à la radio le 24 septembre 2009 et dans les bacs le 6 octobre 2009. Il est le premier single du groupe de l'album pour tous les pays sauf l'Autriche et l'Allemagne, où Secrets est le premier single du nouvel album.